# Toussaint von Charpentier
Toussaint von Charpentier (Freiberg, 22 novembre 1779 – Brzeg, 4 marzo 1847) è stato un geologo ed entomologo tedesco.
Figlio del geologo Johann Friedrich Wilhelm Toussaint von Charpentier (1738-1805) e fratello maggiore di Johann von Charpentier (1786-1855), anch'egli geologo, compie i suoi studi al seguito del padre presso l'Accademia mineraria di Friburgo e quindi all'Università di Lipsia.
Nel 1802 si trasferisce in Prussia ove diviene ispettore minerario a Breslavia. Nel 1811 assume la direzione della miniera di Breslavia.
È noto per numerose pubblicazioni di geologia e tecnica mineraria ma anche di entomologia, suo hobby.

## Alcune opere
- Kurze Beschreibung sämtlicher beim Amalgamierwerk Halsbrücke bei Freiberg vorkommenden Arbeiten, 1802
- Übersetzung von Rinmans Allgemeindem Bergwerkslexikon, 1808
- Darstellung der Höhe verschiedener Berge, Flüsse und Orte Schlesiens, 1812
- Über Gletscher, 1819
- Bemerkungen auf einer Reise von Breslau über Salzburg, Tirol und der südlichen Schweiz nach Rom, Neapel und Paestum, deux volumes, 1820
- Horae entomologicae, 1825
- Libellulinae europaeae, 1840
- Orthopherae, dix parties, 1841-1843